# (4324) Bickel
(4324) Bickel – planetoida z głównego pasa planetoid okrążająca Słońce w ciągu 4,06 lat w średniej odległości 2,55 au. Odkrył ją Laurence G. Taff 24 grudnia 1981 roku. Została nazwana na cześć Wolfa Bickla – niemieckiego astronoma amatora, odkrywcy kilkuset planetoid. Przed nadaniem nazwy planetoida nosiła oznaczenie 1981 YA1.

## Charakterystyka
Asteroida typu S okrąża Słońce w odległości 2–3,1 au, a jej okres obiegu wynosi nieco ponad 4 lata (dokładnie 1483 dni). Ekscentryczność orbity wynosi 0,20, natomiast nachylenie względem ekliptyki wynosi 8 stopni. Pierwsze zdjęcie, na którym obiekt został uwieczniony, zrobiono w roku 1924 w obserwatorium w Heidelbergu – 57 lat przed odkryciem asteroidy
We wrześniu 2001 roku po raz pierwszy przeprowadzono fotometryczne obserwacje tej planetoidy w obserwatorium na górze Rożen w Bułgarii (krzywa blasku miała ponadprzeciętny okres wynoszący 26,5 godziny, a zróżnicowanie w jasności wyniosło 0,63 mag (U=2)). Dokładniejszą krzywą blasku uzyskali w październiku 2005 astronomowie: Raymond Poncy, Laurent Bernasconi oraz Rui Goncalves, obliczyli oni okres obrotu na 26,592 ± 0,003 godzin z amplitudą jasności wynoszącą 0,72 magnitudo (U = 3).
Na podstawie obserwacji wykonanych przez NASA w przestrzeni kosmicznej za pomocą satelity WISE (w ramach jego późniejszej misji o nazwie NEOWISE) obliczono, iż asteroida mierzy 11,7 kilometrów średnicy, a jej powierzchnia ma albedo wynoszące 0,248, podczas gdy Collaborative Asteroid Lightcurve Link założył, iż obiekt posiada albedo wynoszące 0,20 (co jest standardową wartością dla kamiennych asteroid) i obliczył nieco większą średnicę rzędu 12,4 kilometrów, na podstawie absolutnej jasności 11,9.
Planetoida została nazwana na cześć niemieckiego astronoma amatora Wolfa Bickla (ur. 1942), który rozpoczął obserwację planetoid w swoim prywatnym obserwatorium w Bergisch Gladbach w roku 1995. W momencie nadania nazwy temu obiektowi Bickel uznawany był za odkrywcę ponad 540 ponumerowanych planetoid. Wykaz nazw został opublikowany w dniu 22 lipca 2013 (M.P.C. 84378). Bickel stał się najbardziej „utytułowanym” niemieckim odkrywcą planetoid, będąc tym samym lepszym od profesjonalnego astronoma Freimuta Börngena. Była to pierwsza sytuacja od 150 lat, w której astronom amator stał się odkrywcą „utytułowanym” bardziej od najlepszych niemieckich odkrywców. Jego całkowita liczba odkryć od tego czasu wzrosła do ponad 850.